# Mario Casas
Mario Casas Sierra (n. 12 iunie 1986, A Coruña, Galicia, Spania) este un actor spaniol de film și televiziune. În prezent, cel mai bine cunoscut film în care a jucat este „Tres metros sobre el cielo” cu Maria Valverde, și deține, de asemenea, parte a doua, „Tengo ganas de ti.”
La inceput s-a gandit sa fie fotbalist. A avut o oferta de la Celta Vigo dar nu a putut sa isi tradeze echipa lui de suflet, La Coruna a refuzat oferta si s-a concentrat asupra filmarii. Fuga de Cerebros. Rapid si-a dat seama ca vocatia lui este actoria , initindu-se in publicitate ca pe urma sa inceapa cursurile scolii de actorie Cristina Rota.
Primul lui film a debutat la mâna lui Antonio Banderas, care ia dat posibilitatea de a participa la „El camino de Los Ingleses”. În acel an, sa alăturat distribuției de „SMS" și apoi la „Los hombres de Paco”.
În 2009 el a jucat în două filme blockbuster de pe scena spaniolă: „Exodul de creiere” și „Minciuni și grăsimi”.
Pe data de 03 decembrie 2010 a avut premiera adaptarea filmului „Tres metros sobre el cielo”, filmul a avut încasări în primul week-end de € 2.050.000 și a devenit filmul spaniol cu cele mai mari încasări a anului. În 2012, eliberarea așteptat continuarea lui: „Tengo ganas de ti" cu Clara Lago si Maria Valverde care a fost lansat pe 22 iunie 2012. 
Din ianuarie 2011 pana in februarie 2013 a jucat ,alaturi de Blanca Suarez ,in serialul "El Barco" pana cand regizorii au hotarat sa ii puna capat povestei de dragoste dintre Ulises si Ainhoa.
In 2013 a jucat in filmul Ismael filmat in Barcelona alaturi de actori faimosi si care a aparut pe 25 decembrie 2013.
In 27 septembrie a iesit pe piata pelicula Las brujas de Zugarramurdi (Vrăjitoarele din Zugarramurdi) in care a fost acompaniat de Hugo Silva si Pepon Neto ,printe altii.
In 2013 a aparut in filmul Eden avand rolul lui Felix.
In prezent ,din anul 2013 ,se afla in Chile si Columbia jucand pentru pelicula Los 33 (Cei 33) ,in care Mario interpreteaza rolul un miner chilean prins intr-o mina ,o istorie bazata pe filmul Derrumbe de la mina San José din 2010.
La fel s-a confirmat participarea in pelicula  Palmeras en la nieve, unde va juca alaturi de Adriana Ugarte si altii.
1. ↑  „Mario Casas”, Gemeinsame Normdatei, accesat în 17 decembrie 2014